# من (حرف)
مِن حرف من حروف الجر يأتي لعدة معانٍ أشهرها: ابتداء الغاية، والتبعيض، والتعليل، والبدل، والفصل، والغاية، والتنصيص على العموم، وتوكيد العموم، وربما تأتي بمعنى حروف وأسماء أخرى كعن، والباء، وفي، وعند، وربما، وعلى.

## لفظها
مِنْ بكسر الميم وسكون النون، ونقل الفراء أن بعض العرب يقول في «مِنْ»: «مِنا»، وزعم أنه الأصل وخُفِفَتْ لكثرة الاستعمال بحذف الألف وتسكين النون.
وقال أبو حيان: «وأظن الفراء أخذ ذلك من البيت الذي أنشده الكسائي» وهو:
قال ابن جني: قال الكسائيُّ أراد «مِنْ»، وأصلها عندهم «مِنَا»، واحتاج إليها فأظهرها على الصِّحَّة هنا. قال ابن جنِّي: يحتمل عندي أن يكون «مِنَا» فعلًا مِن «مَنَى يَمْنِي» إذا قدَّر، كقوله: حتَّى تلاقي الَّذي يمني لك ألماني، أي يقدِّر لك المقدِّر، فكأنه تقدير ذلك الوقت وموازنته أي من أول النَّهار لا يزيد ولا ينقص.

## عملها
«مِن» من حروف الجر المختصة بالأسماء، ولذلك يجر الاسم الواقع بعدها وجوبًا.

## معانيها
لـ«مِن» عدة معانٍ عند النحاة، وكل هذه المعاني مختلف فيها إلا ابتداء الغاية فإنه اتفق عليه جميع النحاة وبعضهم جعل جميع المعاني راجعة إليه، وقد نظم هذه المعاني المرادي فقال:

### الابتداء الغاية
وهذا المعنى هو الغالب عليها حتَّى ادّعى بعض النحاة أن باقي معانيها راجعة إليه، والابتداء يكون:
- للمكان: اتفاقًا، نحو: ﴿سُبۡحَٰنَ ٱلَّذِیۤ أَسۡرَىٰ بِعَبۡدِهِۦ لَیۡلࣰا ‌مِّنَ ‌ٱلۡمَسۡجِدِ ٱلۡحَرَامِ﴾ [الإسراء:1].[6][7]
- لغير الزمان والمكان: وبعض النحاة يعبر عن هذا النوع بـ«ما نزل منزلة المكان»،[6] نحو: ﴿إِنِّیۤ أُلۡقِیَ إِلَیَّ كِتَٰبࣱ كَرِیمٌ ۝٢٩ إِنَّهُۥ ‌مِن ‌سُلَیۡمَٰنَ﴾ [النمل:30]،[6][7] ونحو: قرأت سورة البقرة من أولها إلى آخرها، وأعطيت الفقراء من درهم إلى دينار.[8]
- وللزمان: نحو: ﴿لَّمَسۡجِدٌ أُسِّسَ عَلَى ٱلتَّقۡوَىٰ ‌مِنۡ ‌أَوَّلِ ‌یَوۡمٍ أَحَقُّ أَن تَقُومَ فِیهِ﴾ [التوبة:108]، وفي الحديث: «فَمُطِرْنَا ‌مِنَ ‌الْجُمُعَةِ إِلَى الْجُمُعَةِ». وفي الحديث الآخر: «فعملت النصارى من نصف النهار إلى العصر»، وقول عائشة بنت أبي بكر: «فجلس رسول الله ﷺ ولم يجلس عندي من يوم قيل فيَّ ما قيل» قال بأنها تكون للزمان الكوفيُّون والأخفش والمبرد وابن درستويه، وصححه ابن مالك لكثرة شواهده،[6] وقال النَّابغة الذبياني:[7]

قال ابن هشام: «وقيل التَّقدير من مضيّ أزمان يوم حليمة ومن تأسيس أول يوم، ورده السُّهيلي بأنَّه لو قيل هكذا لاحتيج إلى تقدير الزَّمان».
وقال المرادي: «وتأول البصريون «من أول يوم» على تقدير: من تأسيس أول يوم. فإن قلت: فما يصنعون بنحو قوله: ﴿‌لِلَّهِ ‌ٱلۡأَمۡرُ مِن قَبۡلُ وَمِنۢ بَعۡدُ﴾ [الروم:4]؟ قلت: ذكر ابن أبي الربيع في «شرح الإيضاح» أن محل الخلاف إنما هو في الموضع الذي يصلح فيه دخول «منذ». وهذا لا يصح فيه دخول «منذ»، فلا يقع خلاف في صحة وقوع «من» هنا».
ومن شواهد استعمالها للزمان التي احتج بها ابن مالك: قول جبل بن جوال:
وقول الراجز:
وقول آخر:
وقول أحد الطائيين:
وقول آخر:
وقول آخر:
وأما قول سيبويه فقال ابن مالك: «وفي كلام سيبويه تصريح بجوازه وتصريح بمنعه. فأما التصريح بجوازه فقوله في باب ما يضمر فيه الفعل المستعمل إظهاره بعد حرف: «ومن ذلك قول العرب: مِن لدُ شَوْلًا فإلى إتْلائِها. نصب لأنه أراد زمانًا. والشوال لا يكون زمانا ولا مكانا فيجوز فيها الجر كقولك من لدن صلاة العصر إلى وقت كذا، وكذا من لد الحائط إلى مكان كذا، فلما أراد الزمان حمل الشول على شيء يحسن أن يكون زمانا إذا عمل في الشول، كأنك قلت من لد أن كانت شولا إلى إتلائها» هذا نصه في هذا الباب. وفيه تصريح بمجيء من لابتداء غاية الزمان ولابتداء غاية المكان. وقال في باب عدة ما يكون عليه الكلم: «وأما «مِن» فتكون لابتداء الغاية في الأماكن. ثم قال: «وأما مُذْ فتكون لابتداء الغاية في الأيام والأحيان، كما كانت مِن فيما ذكرت لك، ولا تدخل واحدة منهما على صاحبتها». فظاهر هذا الكلام منع استعمال «مِن» في الزمان، ومنع استعمال «مذ» في المكان. فأما منع استعمال مذ في المكان في الكلام فمجمع عليه، وأما استعمال من في الزمان فمنعه غير صحيح، بل الصحيح جوازه لثبوت ذلك في القرآن والأحاديث الصحيحة والأشعار الفصيحة».

### التَّبعيض
نحو: ﴿تِلۡكَ ٱلرُّسُلُ فَضَّلۡنَا بَعۡضَهُم عَلَىٰ بَعۡضࣲ ‌مِّنۡهُم ‌مَّن ‌كَلَّمَ ٱللَّهُ﴾ [البقرة:253]، ﴿وَٱللَّهُ خَلَقَ كُلَّ ‌دَاۤبَّةࣲ ‌مِّن ‌مَّاۤءࣲ فَمِنۡهُم مَّن یَمۡشِی عَلَىٰ بَطۡنِهِۦ وَمِنۡهُم مَّن یَمۡشِی عَلَىٰ رِجۡلَیۡنِ وَمِنۡهُم مَّن یَمۡشِی عَلَىٰۤ أَرۡبَعࣲ﴾ [النور:45]، ﴿لَن تَنَالُوا۟ ٱلۡبِرَّ حَتَّىٰ تُنفِقُوا۟ ‌مِمَّا ‌تُحِبُّونَ﴾ [آل عمران:92] وعلامتها إمكان سد «بعض» مسدها كقراءة ابن مسعود ﴿حتى تنفقوا بعض ما تحبون﴾ [آل عمران:92]. ومجيئها للتبعيض كثير.

### بيان الجنس
نحو: ﴿‌یُحَلَّوۡنَ فِیهَا مِنۡ أَسَاوِرَ مِن ذَهَبࣲ وَیَلۡبَسُونَ ثِیَابًا خُضۡرࣰا مِّن سُندُسࣲ وَإِسۡتَبۡرَقٍ﴾ [الكهف:31]، الشَّاهد في غير الأولى فإن تلك للابتداء وقيل زائدة، ونحو ﴿فَٱجۡتَنِبُوا۟ ‌ٱلرِّجۡسَ ‌مِنَ ٱلۡأَوۡثَـٰنِ﴾ [الحج:30]. وعلامتها إمكان وضع «الذي» مكانها، لأن المعنى: اجتبوا الرجس الذي هو وثن.
قال ابن هشام: «وأنكر مجيء «مِن» لبيان الجنس قوم وقالوا هي في ﴿مِن ذَهَبࣲ﴾ [الكهف:31] و﴿مِّن سُندُسࣲ﴾ [الكهف:31] للتَّبعيض وفي ﴿مِنَ ٱلۡأَوۡثَـٰنِ﴾ [الحج:30] للابتداء، والمعنى فاجتنبوا من الأوثان الرجس وهو عبادتها، وهذا تكلّف. وفي كتاب «المصاحف» لابن الأنباري أن بعض الزَّنادقة تمسك بقوله تعالى: ﴿وَعَدَ ٱللَّهُ ٱلَّذِینَ ءَامَنُوا۟ وَعَمِلُوا۟ ٱلصَّٰلِحَٰتِ ‌مِنۡهُم ‌مَّغۡفِرَةࣰ وَأَجۡرًا عَظِیمَۢا﴾ [الفتح:29] في الطعن على بعض الصَّحابة، والحق أن «مِن» فيها للتبيين لا للتَّبعيض، أي الَّذين آمنوا هم هؤلاء، ومثله ﴿ٱلَّذِینَ ٱسۡتَجَابُوا۟ لِلَّهِ وَٱلرَّسُولِ مِنۢ بَعۡدِ مَاۤ ‌أَصَابَهُمُ ‌ٱلۡقَرۡحُ لِلَّذِینَ أَحۡسَنُوا۟ مِنۡهُمۡ وَٱتَّقَوۡا۟ أَجۡرٌ عَظِیمٌ﴾ [آل عمران:172]، وكلهم محسنٌ ومتقٍ، ﴿وَإِن لَّمۡ یَنتَهُوا۟ عَمَّا یَقُولُونَ ‌لَیَمَسَّنَّ ٱلَّذِینَ كَفَرُوا۟ مِنۡهُمۡ عَذَابٌ أَلِیمٌ﴾ [المائدة:73]، فالمقول فيهم ذلك كلهم كفار».
وكثيرًا ما تقع بعد «ما» و«مهما» وهما بها أولى لإفراط إبهامهما نحو ﴿‌مَّا ‌یَفۡتَحِ ٱللَّهُ لِلنَّاسِ مِن رَّحۡمَةࣲ فَلَا مُمۡسِكَ لَهَا﴾ [فاطر:2]، ﴿‌مَا ‌نَنسَخۡ مِنۡ ءَایَةٍ﴾ [البقرة:106] ﴿مَهۡمَا ‌تَأۡتِنَا بِهِۦ مِنۡ ءَایَةࣲ﴾ [الأعراف:132] وهي ومجرورها في ذلك في محل نصب على الحال.

### التَّعليل
نحو: ﴿یَجۡعَلُونَ ‌أَصَـٰبِعَهُمۡ فِیۤ ءَاذَانِهِم ‌مِّنَ ٱلصَّوَ ٰعِقِ حَذَرَ ٱلۡمَوۡتِ﴾ [البقرة:19]، ﴿‌مِنۡ ‌أَجۡلِ ‌ذَ ٰلِكَ كَتَبۡنَا عَلَىٰ بَنِیۤ إِسۡرَ ٰۤءِیلَ﴾ [المائدة:32]، ﴿وَإِنَّ مِنۡهَا لَمَا یَهۡبِطُ ‌مِنۡ ‌خَشۡیَةِ ٱللَّهِ﴾ [البقرة:74]، ﴿‌مِّمَّا ‌خَطِیۤءَٰتِهِمۡ أُغۡرِقُوا۟﴾ [نوح:25]، وقول امرئ القيس:
وقول الفرزدق في عليّ بن الحسين:
وقول الشاعر:

### البدل
قال به بعض النحاة منهم: الزمخشري وابن مالك وابن هشام والمرادي، نحو ﴿أَرَضِیتُم ‌بِٱلۡحَیَوٰةِ ٱلدُّنۡیَا مِنَ ٱلۡءَاخِرَةِ﴾ [التوبة:38]، أي: بدل الآخرة. ﴿وَلَوۡ نَشَاۤءُ ‌لَجَعَلۡنَا مِنكُم مَّلَـٰۤئِكَةࣰ فِی ٱلۡأَرۡضِ یَخۡلُفُونَ﴾ [الزخرف:60]، أي: بدلكم؛ لأن الملائكة لا تكون من الإنس. ﴿لَن تُغۡنِیَ عَنۡهُمۡ أَمۡوَ ٰلُهُمۡ وَلَاۤ أَوۡلَـٰدُهُم ‌مِّنَ ‌ٱللَّهِ ‌شَیۡـٔـاࣰ﴾ [آل عمران:10]، أي بدل طاعة الله أو بدل رحمة الله، «وَلا يَنفعُ ذَا الجَدِّ مِنْكَ الجَدُّ» أي: لا ينفع ذا الحظ من الدُّنيا حظه بدلك، أي بدل طاعتك أو بدل حظك أي بدل حظه منك، وقيل ضمن «ينفع» معنى «يمنع»، ومتى علقت «مِن» بالجد انعكس المعنى، وقال ابن مالك في قول أبي نخيلة:
المراد: بدل البقول. وقال غيره: توهم الشَّاعر أن الفستق من البقول. وقال الجوهري: الرِّواية النقول بالنُّون، و«من» عليهما للتبعيض. والمعنى على قول الجوهري أنَّها تأكل النقول إلَّا الفستق، وإنَّما المراد أنَّها لا تأكل إلَّا البقول، لأنَّها بدوية. وقال الآخر يصف عاملي الزَّكاة بالجور:
أي بَدَل الفصيل؛ والأفيل: الصَّغير لأنَّه يأفِلُ بين الإبل، أي: يغيب، وانتصاب «أفيلا» على الحكاية لأنهم يكتبون أدّى فلان أفيلا.
قال ابن هشام: «وأما ﴿‌فَلَیۡسَ ‌مِنَ ‌ٱللَّهِ فِی شَیۡءٍ﴾ [آل عمران:28] فليس من هذا خلافًا لبعضهم بل «مِن» للبيان أو للابتداء، والمعنى: فليس في شيء مِن ولاية الله».
قال ابن هشام: «وأنكر قوم مجيء «من» للبدل فقالوا التَّقدير في ﴿أَرَضِیتُم ‌بِٱلۡحَیَوٰةِ ٱلدُّنۡیَا مِنَ ٱلۡءَاخِرَةِ﴾ [التوبة:38] أي بدلاً منها، فالمفيد للبدلية متعلقها المحذوف، وأما هي فللابتداء وكذا الباقي».
وقال السمين الحلبي: «وهذا الذي ذَكَره من كونِها بمعنى «بدل» جمهورُ النحاة يَأْباه، فإنَّ عامَّة ما أورده مجيزُ ذلك يتأولُه الجمهور».

### المجاوزة أو مرادفة «عن»
نحو: ﴿‌أَطۡعَمَهُم ‌مِّن جُوعࣲ﴾ [قريش:4]، أي: عن جوع. ﴿‌فَوَیۡلࣱ ‌لِّلۡقَـٰسِیَةِ ‌قُلُوبُهُم مِّن ذِكۡرِ ٱللَّهِ﴾ [الزمر:22]، أي: عن ذكر الله. ﴿یَـٰوَیۡلَنَا قَدۡ كُنَّا فِی ‌غَفۡلَةࣲ ‌مِّنۡ هَـٰذَا﴾ [الأنبياء:97]، وقيل هي في هذه للابتداء لتفيد أن ما بعد ذلك من العذاب أشد، وكأن هذا القائل يعلق معناها بويل، مثل ﴿فَوَیۡلࣱ لِّلَّذِینَ ‌كَفَرُوا۟ ‌مِنَ ‌ٱلنَّارِ﴾ [ص:27]، ولا يصح كونه تعليقًا صناعيًّا للفصل بالخبر، وقيل: هي فيهما للابتداء أو هي في الأولى للتَّعليل، أي من أجل ذكر الله؛ لأنَّه إذا ذُكِرَ قَسَتْ قلوبُهم.
ومثله ابن مالك بنحو: عدت منه، وأتيت منه، وبرئت منه، وشبعت منه، ورويت منه.

#### معنى «مِن» المصاحبة لأفعل التفضيل
وقال ابن مالك أن «مَن» في نحو: «زيد أفضل من عمرو» للمجاوزة وكأنَّه قال جاوز زيد عمرًا في الفضل، قال: وهذا أولى من قول سيبويه وغيره إنَّها لابتداء الارتفاع في نحو «أفضل منه»، وابتداء الانحطاط في نحو «شرّ منه»، إذ لو كان الابتداء مقصودًا لجاز أن تقع بعدها «إلى».
وعقًّب عليه ابن هشام: وقد يقال ولو كانت للمجاوزة لصحَّ في موضعها «عن».
وقال المرادي: قال المبرد، وجماعة: هي لابتداء الغاية، ولا تفيد معنى التبعيض. وصححه ابن عصفور. وذهب سيبويه إلى أنها لابتداء الغاية، ولا تخلو من التبعيض.

### الانتهاء
مثَّله ابن مالك بقوله: قربت منه. فإنه مساو لقولك: قربت إليه. ونقل عن سيبويه أنه أشار إلى أن من معاني «من» الانتهاء. في قوله: «وتقول: رأيته من ذلك الموضع، تجعله غاية رؤيتك، كما جعلته غاية حين أردت الابتداء». ونقل ابن مالك عن ابن السراج قوله: «وحقيقة هذه المسألة أنك إذا قلت رأيت الهلال من موضعي، فمِن لكَ، وإذا قلت رأيت الهلال من خلل السحاب فمِن للهلال، والهلال غاية لرؤيتك، فلذلك جعل سيبويه من غاية في قولك رأيته من ذلك الموضع».
وكون من لانتهاء الغاية هو قول الكوفيين. ورد المغاربة هذا المعنى، وتأولوا ما استدل به مثبتوه.

### مرادفة الباء
نحو: ﴿یَنظُرُونَ مِن ‌طَرۡفٍ ‌خَفِیࣲّ﴾ [الشورى:45]، قال ابن مالك: «أي بطرف خفي، قال الأخفش: قال يونس: ﴿یَنظُرُونَ مِن ‌طَرۡفٍ ‌خَفِیࣲّ﴾ [الشورى:45] أي بطرف، كما تقول: ضربته من السيف، أي بالسيف». قال ابن هشام: «والظَّاهر أنَّها للابتداء».

### مرادفة «في»
نحو ﴿أَرُونِی مَاذَا ‌خَلَقُوا۟ ‌مِنَ ٱلۡأَرۡضِ﴾ [فاطر:40]، ﴿إِذَا نُودِیَ لِلصَّلَوٰةِ مِن ‌یَوۡمِ ‌ٱلۡجُمُعَةِ﴾ [الجمعة:9]، قال ابن هشام: والظَّاهر أنَّها في الأولى لبيان الجنس مثلها في ﴿‌مَا ‌نَنسَخۡ مِنۡ ءَایَةٍ﴾ [البقرة:106].
واستشهد ابن مالك لها بقول عدي بن زيد:

### موافقة «عند»
نحو: ﴿لَن تُغۡنِیَ عَنۡهُمۡ أَمۡوَٰلُهُمۡ وَلَاۤ ‌أَوۡلَٰدُهُم ‌مِّنَ ‌ٱللَّهِ شَیۡءࣰا﴾ [آل عمران:10]، قال ابن هشام: «قاله أبو عبيدة، وقد مضى القول بأنَّها في ذلك للبدل».

### مرادفة «ربما»
وذلك إذا اتَّصلت بـ«ما» كقوله:
قال ابن هشام: «قاله السيرافي وابن خروف وابن طاهر والأعلم، وخرجوا عليه قول سيبويهِ: واعلم أنهم ممَّا يحذفون كذا. والظَّاهر أن «من» فيهما ابتدائية، و«ما» مصدريَّة، وأنَّهم جعلوا كأنَّهم خلقوا من الضَّرب والحذف مثل ﴿‌خُلِقَ ‌ٱلۡإِنسَٰنُ مِنۡ عَجَلࣲ﴾ [الأنبياء:37]».

### الاستعلاء أو مرادفة «على»
نحو: ﴿‌وَنَصَرۡنَـٰهُ مِنَ ٱلۡقَوۡمِ﴾ [الأنبياء:77]، أي: على القوم. وهو قول الأخفش، وقيل أحسن أن يُضمَّن الفعل معنى فعل آخر، أي: منعناه بالنصر من القوم.

### الفصل
وهي الدَّاخلة على ثاني المتضادين، نحو ﴿وَٱللَّهُ یَعۡلَمُ ‌ٱلۡمُفۡسِدَ ‌مِنَ ٱلۡمُصۡلِحِ﴾ [البقرة:220]، ﴿حَتَّىٰ یَمِیزَ ‌ٱلۡخَبِیثَ ‌مِنَ ٱلطَّیِّبِ ‌﴾ [آل عمران:179]، أو ثاني المتباينين من غير تضاد، نحو: لا يعرف زيدًا من عمروٍ. ومنه قول الشاعر:
واعترض ابن هشام على الاستشهاد بالآيتين قائلًا: «قاله ابن مالك، وفيه نظر لأن الفصل مستفاد من العامل فإن ماز وميَّز بمعنى فَصَلَ، والعلم صفة توجب التَّمييز، والظَّاهر أن «من» في الآيتين للابتداء أو بمعنى «عن»».

### الغاية
قال المرادي: نحو: أخذت من الصندوق. ذكره بعض المتأخرين، وحمل عليه كلام سيبويه المتقدم. قال: معناه أنه محل لابتداء الغاية وانتهائها معًا. فعلى هذا تكون «مِنْ» في أكثر المواضع لابتداء الغاية فقط، وفي بعضها لابتدائها وانتهائها معًا.
قال ابن هشام: قال سيبويه: وتقول «رأيته من ذلك الموضع» فجعلته غاية لرؤيتك، أي محلًّا للابتداء والانتهاء، قال: وكذا أخذته مِن زيد. وزعم ابن مالك أنَّها في هذه للمجاوزة، والظَّاهر عندي أنَّها للابتداء لأن الأخذ ابتدأ مِن عنده وانتهى إليك.

## زيادة «من»

### معاني الزيادة
تزاد «من» وتكون زيادتها لمعنيين هما:
- التَّنصيص على العموم: وتسمى الزائدة لاستغراق الجنس، وهي الداخلة على نكرة لا تختص بالنفي،[29] وهي الزَّائدة في نحو: «ما في الدار من رجل»، ومعنى كون «من» زائدة أن الكلام يصح بدونها إذا قلت: «ما في الدار رجل»، لكن «ما في الدار من رجل» لا تحتمل غير العموم؛ ولذلك يخطّأ مَن قال: ما الدار من رجل بل اثنان، و«ما في الدار رجل» محتملة لنفي الجنس على سبيل العموم، ولنفي الواحد دون ما فوقه، ولذلك يجوز أن يقال: «ما في الدار رجل بل اثنان».[25]
- توكيد العموم: وهي الزَّائدة في نحو: «ما جاءني من أحد» أو «من دَيَّارٍ» فإن أحدًا وديارًا صيغتا عموم،[27] و«ما جاءني من أحد» و«ما جاءني أحد» متساويتان في إفهام العموم دون احتمال.[30]

### شروط الزيادة
واشترط أكثر النحاة لزيادتها ثلاثة أمور:
أحدها تقدم نفي أو نهي أو استفهام بـ«هل» نحو ﴿‌وَمَا ‌تَسۡقُطُ مِن وَرَقَةٍ إِلَّا یَعۡلَمُهَا﴾ [الأنعام:59]، ﴿مَّا تَرَىٰ فِی ‌خَلۡقِ ‌ٱلرَّحۡمَـٰنِ مِن تَفَـٰوُت فَٱرۡجِعِ ٱلۡبَصَرَ هَلۡ تَرَىٰ مِن فُطُورࣲ﴾ [الملك:3]، وتقول: لا يقم من أحد. وزاد الفارسي الشَّرط كقوله:
وسيأتي فصل «مهما».
والثَّاني تنكير مجرورها.
والثَّالث كونه فاعلًا أو مفعولًا به أو مبتدأ. وقد اجتمعت زيادتها في المنصوب والمرفوع في قوله تعالى: ﴿‌مَا ‌ٱتَّخَذَ ‌ٱللَّهُ مِن وَلَدࣲ وَمَا كَانَ مَعَهُۥ مِنۡ إِلَٰهٍ﴾ [المؤمنون:91]، قال ابن هشام: «ولك أن تقدر «كان» تامَّة لأن مرفوعها فاعل، وناقصة لأن مرفوعها شبيه بالفاعل وأصله المبتدأ».
قال ابن هشام: «تقييد المفعول بقولنا «به» هي عبارة ابن مالك فتخرج بقيَّة المفاعيل، وكأن وجه منع زيادتها في المفعول معه والمفعول لأجله والمفعول فيه أنَّهنَّ في المعنى بمنزلة المجرور بـ«مع» وباللام وبـ«في»، ولا تجامعهن «مِن»، ولكن لا يظهر للمنع في المفعول المطلق وجه وقد خرج عليه أبو البقاء ﴿مَّا ‌فَرَّطۡنَا ‌فِی ‌ٱلۡكِتَـٰبِ مِن شَیۡءࣲ﴾ [الأنعام:38] فقال «من» زائدة و«شيءٍ» في موضع المصدر، أي «تفريطًا» مثل:﴿وَإِن تَصۡبِرُوا۟ وَتَتَّقُوا۟ لَا یَضُرُّكُمۡ ‌كَیۡدُهُمۡ ‌شَیۡءًا﴾ [الأنعام:38]، والمعنى تفريطًا وضرًّا، قال: ولا يكون مفعولًا به، لأن فرَّط إنَّما يتعدَّى إليه بـ«في» وقد عدي بها إلى «الكتاب»، قال: وعلى هذا فلا حجَّة في الآية لمن ظن أن الكتاب يحتوي على ذكر كل شيء صريحًا، قلت: وكذا لا حجَّة فيها لو كان «شيء» مفعولًا به لأن المراد بالكتاب اللَّوح المحفوظ كما في قوله تعالى ﴿وَلَا ‌رَطۡبࣲ ‌وَلَا ‌یَابِسٍ إِلَّا فِی كِتَٰبࣲ مُّبِینࣲ﴾ [الأنعام:59]وهو رأي الزَّمخشريّ، والسياق يقتضيه».

### الخلاف في هذه الشروط

#### الشرطان الأول والثاني
اشتراط زيادة «من» بعد نفي أو نهي أو استفهام، وكون مجرورها نكرة هو قول سيبويه وعليه جمهور النحاة، وذهب أبو الحسن الأخفش ووافقه ابن مالك إلى عدم اشتراط ذلك لثبوت السماع به نظمًا ونثرًا واستشهد بقوله الله: ﴿وَلَقَدۡ جَاۤءَكَ مِن ‌نَّبَإِی۟ ‌ٱلۡمُرۡسَلِینَ﴾ [الأنعام:34]، ﴿‌یَغۡفِرۡ ‌لَكُم مِّن ذُنُوبِكُمۡ﴾ [الأحقاف:31]، ﴿‌یُحَلَّوۡنَ فِیهَا مِنۡ أَسَاوِرَ مِن ذَهَبࣲ ﴾ [الكهف:31]، ﴿‌وَیُكَفِّرُ عَنكُم مِّن سَیِّءَاتِكُمۡ﴾ [البقرة:271]، ﴿تَجۡرِی ‌مِن ‌تَحۡتِهَا ٱلۡأَنۡهَٰرُ﴾ [البقرة:25]، ومن الشعر قول عمر بن أبي ربيعة:
قال ابن مالك: أراد فما قال كاشح لم يضر. وقول جرير:
قال ابن مالك: أراد: قد كان طول إدلاجي وتهجيري، وقول آخر:
قال ابن مالك: أراد: وكنت أرى بين ساعة كالموت، وقول آخر:
قال ابن مالك: أراد ويكثر فيه حنين الأباعر.
ونسب المرادي إلى الكسائي وهشام من الكوفيين أنهما يريان كذلك زيادتها بدون الشرطين.
وقال ابن هشام: وجوَّز الزَّمخشريّ في ﴿وَمَاۤ أَنزَلۡنَا عَلَىٰ قَوۡمِهِۦ مِنۢ بَعۡدِهِۦ ‌ مِن ‌جُندࣲ ‌مِّنَ ‌ٱلسَّمَاۤءِ وَمَا كُنَّا مُنزِلِینَ﴾ [يس:28] كون المعنى: ومن الَّذي كنَّا منزلين، فجوز زيادتها مع المعرفة.
وقال أيضًا: وقال الفارسي في ﴿وَیُنَزِّلُ مِنَ ٱلسَّمَاۤءِ ‌مِن ‌جِبَالࣲ فِیهَا مِنۢ بَرَدࣲ﴾ [يس:28] يجوز كون «من» و«من» الأخيرتين زائدتين، فجوز الزِّيادة في الإيجاب.

### الشرط الأول
وذهب الكوفيون إلى عدم اشتراط الأوَّل، واحتجوا بقول العرب:«قد كان من مطر»، بيت عمر بن أبي ربيعة المتقدم، وخرَّج الكسائي على زيادتها حديث «إنَّ مِن أشد النَّاس عذابًا يوم القيامة المصورون»، وابن جني قراءة عبد الرحمن بن هرمز الأعرج: ﴿لَمَّا آتيتكم من كتاب وحكمة﴾ [آل عمران:81] بتشديد «لمَّا» وقال: أصله «لمن ما» ثمَّ أدغم ثمَّ حذفت ميم «من».

### الشرط الثالث
قال ابن هشام: «أكثرهم أهمل هذا الشَّرط الثَّالث فيلزمهم زيادتها في الخبر في نحو: ما زيد قائمًا، والتمييز في نحو: ما طاب زيد نفسًا، والحال في نحو: ما جاء أحدٌ راكبًا، وهم لا يجيزون ذلك، وأما قول أبي البقاء في ﴿‌مَا ‌نَنسَخۡ مِنۡ ءَایَةٍ﴾ [البقرة:106] إنَّه يجوز كون «آية» حالًا و«من» زائدة كما جاءت «آية» حالًا في ﴿‌هَٰذِهِۦ ‌نَاقَةُ ٱللَّهِ لَكُمۡ ءَایَةࣰ﴾ [الأعراف:73] والمعنى: أي شيء ننسخ قليلًا أو كثيرًا، ففيه تخريج التَّنزيل على شيء إن ثبت، فهو شاذ أعني زيادة «من» في الحال، وتقدير ما ليس بمشتق ولا منتقل ولا يظهر فيه معنى الحال حالا، والتنظير بما لا يناسب فإن «آية» في ﴿‌هَٰذِهِۦ ‌نَاقَةُ ٱللَّهِ لَكُمۡ ءَایَةࣰ﴾ [الأعراف:73] بمعنى علامة لا واحدة الآي، وتفسير اللَّفظ بما لا يحتمله هو قوله «قليلًا أو كثيرًا»، وإنَّما ذلك مستفاد مِن اسم الشَّرط لعمومه لا من «آية»، ولم يشترط الأخفش واحدًا من الشَّرطين الأوَّلين واستدلَّ بنحو ﴿وَلَقَدۡ جَاۤءَكَ مِن ‌نَّبَإِی۟ ‌ٱلۡمُرۡسَلِینَ﴾ [الأنعام:34]، ﴿‌لِیَغۡفِرَ ‌لَكُم ‌مِّن ذُنُوبِكُمۡ﴾ [إبراهيم:10]، ﴿‌یُحَلَّوۡنَ فِیهَا مِنۡ أَسَاوِرَ مِن ذَهَبࣲ وَیَلۡبَسُونَ ثِیَابًا خُضۡرࣰا مِّن سُندُسࣲ وَإِسۡتَبۡرَقٍ﴾ [الكهف:31]، ﴿يُكَفِّرُ عَنكُم ‌مِّن ‌سَیِّءَاتِكُمۡ﴾ [البقرة:271].».
وقال أيضًا: «القياس أنَّها لا تزاد في ثاني مفعولي «ظن» ولا ثالث مفعولات «أعلم» لأنَّهما في الأصل خبر، وشذت قراءة بعضهم ﴿ما كان ينبغي لنا أن نُتَّخذ من دونك من أولياء﴾ ببناء نتَّخذ للمفعول، وحملها ابن مالك على شذوذ زيادة «من» في الحال، ويظهر لي فساده في المعنى لأنَّك إذا قلت: «ما كان لك أن تتَّخذ زيدًا في حالة كونه خاذلًا لك» فأنت مثبت لخذلانه ناهٍ عن اتِّخاذه، وعلى هذا فيلزم أن الملائكة أثبتوا لأنفسهم الولاية.»

## توضيح لمعاني «مِن» في بعض الآيات
- ﴿كُلَّمَاۤ أَرَادُوۤا۟ أَن یَخۡرُجُوا۟ مِنۡهَا ‌مِنۡ ‌غَمٍّ أُعِیدُوا۟ فِیهَا﴾ [الحج:334] قال ابن هشام: «مِن» الأولى للابتداء، والثَّانيِة للتَّعليل وتعلقها بـ«أرادوا» أو بـ«يخرجوا» أو للابتداء، فالغم بدل اشتمال، وأعيد الخافض وحذف الضَّمير أي من غم فيها.[37]
- ﴿مِمَّا ‌تُنۢبِتُ ٱلۡأَرۡضُ مِنۢ بَقۡلِهَا﴾ [البقرة:61] قال ابن هشام: «مِن» الأولى للابتداء، والثَّانيِة إمَّا كذلك فالمجرور بدل بعض، وأعيد الجار، وإمَّا لبيان الجنس فالظرف حال، والمنبت محذوف أي ممَّا تنبته كائنا من هذا الجنس.[37]
- ﴿وَمَنۡ أَظۡلَمُ مِمَّن ‌كَتَمَ ‌شَهَٰدَةً عِندَهُۥ مِنَ ٱللَّهِ﴾ [البقرة:140] قال ابن هشام: و«مِن» الأولى مثلها في «زيد أفضل من عمرو»، و«مِن» الثَّانية للابتداء على أنَّها متعلقة باستقرار مقدّر أو بالاستقرار الَّذي تعلّقت به عند أي شهادة حاصلة عنده ممَّا أخبر الله به، قيل أو بمعنى عن على أنَّها متعلقة بـ«كتم» على جعل كتمانه عن الأداء الَّذي أوجبه الله كتمانه عن الله وسيأتي أن كتم لا يتعدَّى بـ«من».[37]
- ﴿إِنَّكُمۡ ‌لَتَأۡتُونَ ٱلرِّجَالَ شَهۡوَةࣰ مِّن دُونِ ٱلنِّسَاۤءِ﴾ [الأعراف:81] قال ابن هشام: «مِن» للابتداء، والظرف صفة لشهوة أي شهوة مبتدأة من دونهن، قيل أو للمقابلة كـ«خذ هذا من دون هذا»، أي اجعله عوضا منه، وهذا يرجع إلى معنى البدل الَّذي تقدم ويرده أنه لا يصح التَّصريح به ولا بالعوض مكانها هنا.[37]
- ﴿مَّا یَوَدُّ ٱلَّذِینَ كَفَرُوا۟ مِنۡ أَهۡلِ ٱلۡكِتَـٰبِ وَلَا ٱلۡمُشۡرِكِینَ أَن ‌یُنَزَّلَ ‌عَلَیۡكُم مِّنۡ خَیۡرࣲ مِّن رَّبِّكُمۡ﴾ [البقرة:105] قال ابن هشام: الآية فيها من ثلاث مرَّات: الأولى للتبيين لأن الكافرين نوعان كتابيون ومشركون، والثَّانيِة زائدة، والثَّالثة لابتداء الغاية.[37]
- ﴿لَءَاكِلُونَ مِن شَجَرࣲ ‌مِّن ‌زَقُّومࣲ﴾ [الواقعة:52]، ﴿وَیَوۡمَ نَحۡشُرُ  مِن كُلِّ أُمَّةࣲ فَوۡجࣰا ‌ مِّمَّن ‌یُكَذِّبُ بِءَایَـٰتِنَا﴾ [النمل:83] قال ابن هشام: الأولى منهما للابتداء والثَّانيِة للتبيين.[38]
- ﴿نُودِیَ  مِن شَٰطِئِ ٱلۡوَادِ ٱلۡأَیۡمَنِ فِی ‌ٱلۡبُقۡعَةِ ‌ٱلۡمُبَٰرَكَةِ  مِنَ ٱلشَّجَرَةِ﴾ [القصص:30] قال ابن هشام: «من» فيهما للابتداء ومجرور الثَّانية بدل من مجرور الأولى بدل اشتمال، لأن الشَّجرة كانت نابتة بالشاطئ.[38]

## حكمها عند التقاء الساكنين

### حكم «مِنْ» إذا كان بعدها «أل»
إذا وَلِيَ «مِنْ» كلمة تبدأ بـ«أل» فإنها نون «مِنْ» تُفتَح، فيقال: «مِنَ الله، مِنَ الرسول»، هذه هي اللغة الفصيحة الغالبة، وكسر بعض العرب نون «مِنْ» قياسًا على القاعدة العامة في التقاء الساكنين، قال سيبويه: «قالوا: مِنَ الله ومِنَ الرَّسول ومِنَ المؤمنين ففتحوا، وشبَّهوها بأينَ وكيفَ، وزعموا أن ناسًا يقولون «مِنِ الله» فيكسرونه ويُجْرُونه على القياس»، يعني أن الأصل في كلِّ ذلك أن تكسر لالتقاء السَّاكنين.

### حكمها إذا كان بعدها ساكن غير «أل»
فإذا وليها ألف وصل غير «أل» فإنها تكسر على القاعدة العامة في التقاء الساكنين، وورد عن بعض العرب أنهم يفتحونها وهو قليل جدًّا، قال سيبويه: «وقد اختلفت العرب في «مِن» إذا كان بعدها ألف وصلٍ غير الألف واللَّام، فكسره قومٌ على القياس، وهي أكثر في كلامهم وهي الجيِّدة، ولم يكسروا في ألف اللَّام لأنها مع ألف اللَّام أكثر، إذ الألف واللَّام كثيرةٌ في الكلام تدخل في كلِّ اسمٍ نكرةٍ، ففتحوا استخفافًا فصار «مِنِ الله» بمنزلة الشَّاذِّ، وكذلك قولك «منِ ابنك ومنِ امرئٍ»، وقد فتح قومٌ فصحاء فقالوا مِنَ ابنك، فأجروها مجرى قولك مِنَ المسلمين».

### حذف نون «مِنْ» عند التقاء الساكنين
قال ابن منظور: قال أبو إسحاق: ويجوز حذف النُّون من «مِنْ» و«عن» عند الألف واللَّام لالتقاء السَّاكنين، وحذفها من «من» أكثر من حذفها من «عن» لأن دخول «من» في الكلام أكثر من دخول «عن»؛ وأنشد:
قال ابن برِّيٍّ: أبو دختنوس لقيط بن زرارة ودختنوس بنته. ابن الأعرابي: يقال: «مِن الآن وم الآن»، يحذفون؛ وأنشد:
يقول: لا أعتذر بالتَّطيُّر، أنا أفارقكم على كلِّ حالٍ.

## أحكام «مِن» الإملائية
إذا دخلت «من» على أو «عن» على «مَا» أو «مَن» فإنه تحذف نونهما وتدغم في الميم بعدها: فيقال: مِمَّا، مِمَّن، عَمَّا، عَمَّنْ، وتصير «من» أو «عن» وما دخلتا عليه لفظة واحدة نطقًا وكتابةً.

### بيانات المراجع كاملة
- ابن هشام الأنصاري (1417هـ). ح. الفاخوري (المحرر). مغني اللبيب عن كتب الأعاريب (ط. الثانية). دار الجيل -بيروت.
- ابن مالك، جمال الدين أبو عبد الله محمد بن عبد الله بن مالك الطائي الجياني (1410هـ). د. عبد الرحمن السيد، د. محمد بدوي المختون (المحرر). شرح تسهيل الفوائد (ط. الأولى). هجر للطباعة والنشر والتوزيع والإعلان.
- عبد السلام محمد هارون (1993). قواعد الإملاء. مكتبة الأنجلو المصرية - القاهرة.
- ابن منظور، محمد بن مكرم بن علي الأنصاري الرويفعى الإفريقى (1414هـ). لسان العرب (ط. الثالثة). دار صادر.
- سيبويه (1408هـ). عبد السلام هارون (المحرر). الكتاب (ط. الثالثة). مكتبة الخانجي، القاهرة.
- أبو حيان الغرناطي (1418 هـ). د. حسن هنداوي (المحرر). التذييل والتكميل في شرح كتاب التسهيل (ط. الأولى). دار القلم - دمشق. {{استشهاد بكتاب}}: تحقق من التاريخ في: |سنة= (مساعدة)
- ابن أم قاسم المرادي، أبو محمد بدر الدين حسن بن قاسم بن عبد الله بن عليّ المرادي المصري المالكي (1413هـ). فخر الدين قباوة (المحرر). الجنى الداني في حروف المعاني (ط. الأولى). دار الكتب العلمية، بيروت.
- السمين الحلبي، أبو العباس شهاب الدين أحمد بن يوسف بن عبد الدائم. أحمد محمد الخراط (المحرر). الدر المصون في علوم الكتاب المكنون (ط. الأولى). دار القلم - دمشق.